# 社会交换论
社会交换理论（Social Exchange Theory）是在五六十年代美国社会学家霍曼斯的著作中诞生的，同冲突理论一样，交换理论也是作为对功能主义的反驳而发展起来的。交换学说的主要思想可以追溯很远，它熔合了18世纪的功利主义的经济学、19世纪的功能主义人类学及20世纪的行为主义心理学。
- 功利主义经济学的“理性人”（经济人）的思想遗产
- 人类学中的交换论
- 行为主义心理学对交换论的发展

## 霍曼斯的行为主义交换论
霍曼斯借鉴了行为主义的原理，即有机体有了某种需求，那么它们就倾向于采取以往获得这种需求满足的行为来继续满足它。在人类社会中，需求的满足一般由他人来满足，这就涉及他人为何要满足需求的问题。因此，交换的必要性就产生了。通过交换，人们相互之间均获得满足，人们在选择交换行为前，需要有一定的理性考量，这就涉及到功利主义中人类行为动机中利益最大化的问题，但霍曼斯对经济理性人的假设做出了改动，即在人们的行为模式中，并非总是试图取得利益最大化，而是尝试着在人际交往中获得利益适可而止，例如人际交往不仅仅是金钱的交换，还有诸如赞美、自尊、爱与情感等。
霍曼斯把社会交换定义为至少两个人之间有形或无形、有酬劳或有付出的行为之间的交换。在社会互动的过程中，强化占据着重要的作用，社会行为的出现，就是两个行动者之间行为相互强化的社会过程。A强化了B的行为，B反过来又会强化A以后的行为，在这样的社会过程中，行动者下次是否值得行动的驱动力便是由以往的强化历史所塑造的，以往从对方那里得到过好处，那么现在就需要付出一些成本出去，以往付出过成本，这次就要相应地得到些报酬。互相强化塑造了稳定的社会关系，而强化的失败，则意味着一段关系的终止。
继上述的分析之后，他给出了作为因变量的社会行为公式：行为=价值×可能性，即当一件事情的价值很大时，并且做出行动得到该价值的可能性也很大时，那么该行动就很有可能发生。

### 六个主張
1. 成功主張：某人的某一行动越是经常得到回报，此人越是可能采取该行动。
2. 刺激主張：如果过去某一刺激、或一系列刺激发生时，某人的某一行动得到了回报，那么目前的刺激和过去的刺激越是相似，此人目前就越有可能采取该一行动，或相似的行动。
3. 价值主張：某人某一行动的后果对他越具有价值，他越有可能采取这一行动。
4. 剥夺-满足主張：某人在近期内越是经常地接受了某一回报，那么随着回报的增加，此人所获得此回报的满足感和价值感就会减少。
5. 寻衅-赞同主張：一是如果某人的行动未能获得预期的回报，或者招致始料未及的惩罚，此人就会愤怒；他更可能采取寻衅行为，而这类行为的后果对他来说更有价值。二是如果某人的行动获得了预期的回报，尤其是获得了超出预期的回报，或者未招致预期的惩罚，此人就会高兴；他更可能采取受赞同的行为，而这类行动的后果对他来说也更有价值。
6. 理性主張：人们面临行动抉择时，总是选择后果价值（V）乘以获取该后果的概率（P）所得的积较大的行动。行为的抉择不是由个人决定的，而是由先前的强化事例决定的

### 中心思想
人的行为可以根据过去行为产生的后果来预测。被过去的经历强化了的事例对人有某种程度的制约力，在过去类似情况下被强化了的事例可能是眼下行为的主要决定因素。一旦在目前的环境中察觉到与以前的环境中相类似的刺激，就会自然而然地采取被过去的经历所强化的行为。

## 布劳的社会交换论
布劳把社会交换界定为“当别人作出报答性反应就发生、当别人不再作出报答性反应就停止的行动”。他认为社会交换是个体之间的关系与群体之间的关系、权力分化与伙伴群体关系、对抗力量之间的冲突与合作、社区成员之间间接的联系与亲密依恋关系等的基础。社会的微观结构起源于个体期待社会报酬而发生的交换。个体之所以相互交往，是因为他们都从他们的相互交往中通过交换得到了某些需要的东西。

### 区分两种社会报酬
分为内在性报酬和外在性报酬。“内在性报酬，即从社会交往关系本身中取得的报酬，如乐趣、社会赞同、爱、感激等；外在性报酬。即在社会交往关系之外取得的报酬．如金钱，商品、邀请、帮助、服从等。”

### 交换的原则
- 理性原则：人们在从事某种行动时，越是期望从对方那里得到更多的报酬，就越有可能从事这种活动。
- 互惠原则：
  1. 人们之间交换报酬越多，越有可能产生互惠的义务并以此来支配以后人们的交换。
  2. 越是违反交换关系中的互惠义务，被剥夺者就会倾向于消极地制裁违背规范的人。

- 公正原则：
  1. 人们建立的交换关系越多，就越有可能受到“公平交换”规范的制约。
  2. 在交换中，越是不能实现公平规范，被剥夺者就会倾向于消极地刺激那些违背规范的人。
- 边际效用原则：人们从事某一特定行为得到的期望报酬越多，则该行动的价值越小，并且越不可能从事此活动。
- 不均衡原则：在社会单位中，某些交换关系越是稳定和均衡，其他交换关系越可能变得不均衡和不稳定。

### 交换的基本过程
社会吸引、竞争、分化、整合、冲突与变迁组成了社会交换的基本过程，而这一过程本身富有辩证性。
- 吸引：社会吸引是刺激人们进行交换的前提条件
- 竞争：社会交换的实现途径。（以占有资源的数量、质量、稀缺程度来决定胜负）
- 分化：拥有丰富的或稀缺的社会资源的人在群体中获得了较高的交换地位，可以自由选择自己的交换对象。而没有什么资源的其他成员只得处于较低的交换地位，他们选择自己交换对象的余地很小。结构分化的深入会涉及权力的分化，即当社会地位差别很大的双方进行交换时，交换中的一方会出现以依从作为回报的形式。这样，另一方因而获得权力，交换关系中随之会出现权力等级的分化模式。

分化是交换过程辩证发展的重要一环。在社会交换的早期竞争中，已经获得成功的交换成员为了能维持其竞争成果和统治地位而继续与其他早期成功者进行竞争，而那些未获得成功的人则不得不为获取报酬而退出竞争从而成为成功者的交换伙伴。这样，早期成功者便取得了社会结构中的高级地位。竞争中的成功者可以获得社会结构中的多重支援与下级的联合支援，从而保证其高级地位并改善其基础，也就是使其权力合法化。从某种意义上讲，获得合法化权力的领导又会产生分化。一部分领导因为权力基础稳定而能够增强对下级的容忍心，从而使权力的服从更加稳定；一部分领导则会因为同样的原因而加强对他人的剥削与压迫，从而最终导致对权力的反抗。

## 爱莫森的交换网络理论
交换网络理论是1972年Richard Emerson爱默森在继承齐美尔形式社会学传统基础上，结合行为主义心理学和社会网络分析而形成的社会学结构分析理论。爱默森把交换从二元交换（对偶分析）扩展到规模更大的交换网络研究，并且他的理论围绕权力和结构展开，将交换和社会网络分析联系起来，其的权力扩展为交换理论指出了新的研究方向。在遵循这一研究方向下，爱默森、库克等人创建了交换理论中一个新的理论流派——交换网络理论。因此，在对于大规模的社会制度发展，交换网络理论更为系统和全面。
二元交换（对偶分析）中的关键问题是假定每个成员对供给物（资源）都有所垄断，排除了剥削，因此也就排除了权力差异。因此，为了提高分析层次，爱默森引入了交换网络的概念。所以交换网络理论是对于两个或更多个彼此联结的交换关系的理论。交换网络认为交换关系始于交换双方在资源需求上的相互依赖以及由此产生的权力运用。各交换点在交换网络中的结构位置对资源的流通产生不同的影响，从而形成交换中心与边缘的区分。交换双方的相互依赖产生较高的总体性权力水平和双方相对权力趋于均衡使得交换关系具有较强的结构性凝聚力。而结构性凝聚力提高了交换频率和协议的达成，减少了交换的不确定性，提高了交换关系的客观化程度，激发了交换参与者的积极情感，进而加强了关系性凝聚力。关系客观化和关系性凝聚力又增强了交换参与者的依赖程度和相互之间的义务，最终提高了整个网络的凝聚力和交换群体的构成水平 。
最简单的例子是三元组（三元互动），在其中，A-B关系和B-C关系是通过B联结起来的。如果A-B关系上交换的增加会促进B-C关系上交换的增加，例如A是一个雇主，B是一个工人或消费者，C是一个商品生产者，那么此时的联结就是正向的或合作性的。而如果A-B关系上交换的增加会降低B- C关系上交换的水平，例如A和C都是雇员，B是雇主，那么此时的联结就是负向的或竞争性的。在这个简单的例子中，B在负向联结网络中的位置是富有权力的。因为在其他条件相同的情况下，B控制的资源是相对精缺的有两个劳动力供给者，但只有一个工资供给者。如果出现这种情况，有权利的个体就能够剥削他人、积累剩余，而不满于公平分配。
爱默森将社会结构理解为一系列相互联系的网络，个体处在其中，各自占据着战略性的位置，能够增加资源的供给，并垄断资源。但这种理论仍要依附于人际利益的观念。

## 代價與報酬理論
約翰·蒂伯與哈羅德·凱利提出「代價與報酬理論」（cost-reward），交換的觀點在於分析雙方付出代價與獲得報酬的情形，期待低代價高報酬的互動，人們會被最能夠提供報酬的人吸引。其基本考量都是根據成本代價（cost）與報酬回收（reward）之比值而定。
如果一個人期望從一段關係中獲取的報酬超過付出的代價，就會願意繼續保持這個關係；反之，若是此人認為自己從這個關係中獲取的回報比所付出的代價少，就會傾向終止這段關係。